# 1703 en France
Chronologie de la France
- 1699
- 1700
- 1701
- 1702
- 1703
- 1704
- 1705
- 1706
- 1707

Cette page concerne l’année 1703 du calendrier grégorien.

## Événements
- 12 janvier : victoire des camisards contre le comte de Broglie, commandant des troupes du Languedoc, au Val de Bane, au bord du Vistre, près de Nîmes. Le 30 janvier, le maréchal de Montrevel est envoyé étouffer la révolte[1].
- 27 janvier : Rolland incendie le château de Saint-Félix-de-Pallières[1].
- 29 janvier : venant d’Orgnac, Jean Cavalier attaque le château de Labastide-de-Virac défendu par Saint-Florens, un nouveau converti[2]. Le 30 janvier, continuant sa marche vers le Vivarais, il tente de franchir l’Ardèche à Salavas avec 800 hommes et 40 mulets. Mais il en est empêché et repart vers Uzès, puis Vagnas[3].

- 10 février : succès des camisards à Vagnas, sur la rive gauche de l’Ardèche, sur les milices catholiques du colonel de Joviac[1].
- 11 février : défaite de Cavalier au second combat de Vagnas face au maréchal de camp Julien[1].
- 20 février :
  - début du siège de Kehl[4].
  - défaite de Ravanel au combat du Mas de Seirieres, près de Nîmes, malgré une forte résistance des camisards[1].

- 25 février : les troupes royales incendient Maruéjols-lès-Gardon[1].

- 6 mars : défaite des camisards de Rolland à Pompignan[1].
- 10 mars : Villars prend Kehl mais ne réussit pas à percer les lignes de Stollhofen, défendues par Louis-Guillaume, margrave de Bade-Bade[5].
- 15 mars : les camisards brûlent l’église de Saint-Laurent-d’Aigouze[1].
- 20-23 mars : après avoir pris Marie-Galante (6 mars), les Anglais débarquent à la Guadeloupe sous la direction du général Codrington. Le 18 mai, ils sont contraints de se retirer[6].
- 27 mars : enlèvement et déportation des habitants de Mialet par un détachement du régiment de Hainaut commandé par le maréchal de camp Julien[1].

- 1er avril : massacre du moulin de l’Agau à Nîmes ; Quatre-vingt personnes sont brûlées vives dans un moulin où elles célébraient un culte clandestin[7].
- 10 avril : désarmement des nouveaux convertis de Nîmes par Montrevel[1].

- 29-30 avril : défaite des camisards à la Tour de Billot, près de Bagard. Les troupes de Jean Cavalier et de Salomon Couderc sont surprises par une attaque nocturne du brigadier Planque[1].

- 16 mai : le roi Pierre II de Portugal se joint à la coalition anti-française (Grande Alliance) en échange de sept villes à récupérer sur l’Espagne[5].
- 12 mai : arrestation du baron de Salgas, condamné aux galères le 28 juin[1].
- 22 mai : Bataille du cap de la Roque. Au large de Lisbonne (Portugal), le Français Coëtlogon attaque un convoi de 100 bateaux hollandais chargés de sel.
- 27 mai : Philippe de Rigaud de Vaudreuil devient gouverneur général de Nouvelle-France (provisoire jusqu’au 16 septembre 1705, fin en 1725)[8].
- 30 mai : arrestation à Bruxelles du père Pasquier Quesnel sur ordre de l’archevêque de Malines pour ses thèses jansénistes ; il s’échappe de sa prison de Malines le 12 septembre et se retire à Amsterdam[9].

- 30 juin : victoire française de Boufflers et Villeroy à la Ekeren, près d’Anvers sur les Pays-Bas[5].
- 10 août : au large de l’Écosse, à la hauteur d’Aberdeen, les Français La Luzerne et Saint-Pol attaquent l’escorte anglaise protégeant un groupe de pêche hollandais[10].

- 14 septembre : ordonnance du maréchal de Montrevel avec la liste des 31 paroisses cévenoles condamnées à être détruites, comprenant 466 villages et hameaux, et peuplées de 13 300 habitants[11].
- 20 septembre : victoire de Villars et de Maximilien-Emmanuel de Bavière sur les impériaux du comte de Limbourg-Stirum à la bataille d’Höchstädt en Bavière[12] (ou le 21 septembre[5],[4]).
- 26 septembre : le maréchal de Montrevel part d’Alès pour commencer la dévastation des Hautes-Cévennes. Trente et une communes sont détruites par le feu du 29 septembre au 14 décembre[1].

- 2-3 octobre : attaque nocturne de Sommières par Jean Cavalier[1].
- 14 octobre : le roi de France, sur une proposition de Basville, autorise  « le grand brûlement » des Cévennes. Il fait démolir 466 villages du haut pays cévenol pour affamer les camisards[7].
- 25 octobre :
  - victoire française de Vendôme sur le général autrichien Visconti à San Sebastiano sur la Sesia[5].
  - traité de Turin. La Savoie rejoint la Grande Alliance[4] (ou le 8 novembre[13]).

- 12 novembre : défaite des camisards à Nages[1].
- 15 novembre : bataille de Spire. Victoire de Tallard sur le prince de Hesse-Cassel sur le Speyerbach (de). Il s’empare de Landau le 17 novembre[4].
- 23 novembre : combat de Vergèze[1].

- 7-8 décembre : tempête sur les côtes de la Manche[14].
- 17 décembre : les camisards de Jean Cavalier mettent en déroute un détachement du régiment de Firmacon venu de Lunel, dans le défilé de la Roque d’Aubais, le long du Vidourle[1].
- 20 décembre : combat de la Madeleine. Victoire des camisards sur les troupes royales dans la plaine de Tornac[1].

- Vauban équipe l’armée française de fusils à silex dotés d’une baïonnette[15].